# 瑟纳尔蓬
瑟纳尔蓬（法語：Senarpont，法語發音：[sənaʁpɔ̃]）是法国上法蘭西大區索姆省的一个市镇，属于阿布维尔区。

## 地理
瑟纳尔蓬（49°53'21"N, 1°43'4"E）面积7 平方千米，位于法国上法蘭西大區索姆省，该省份为法国北部沿海省份，北起加来海峡省和北部省，西接滨海塞纳省和大西洋英吉利海峡，南至瓦兹省，东临埃纳省。
与瑟纳尔蓬接壤的市镇（或旧市镇、城区）包括：奥当欧博斯克、贝尔梅尼勒、富科库尔奥尔内勒、安瓦勒-布瓦龙、维默地区利涅尔、内勒洛皮塔勒、讷维尔科普格勒、布雷勒河畔圣莱热。

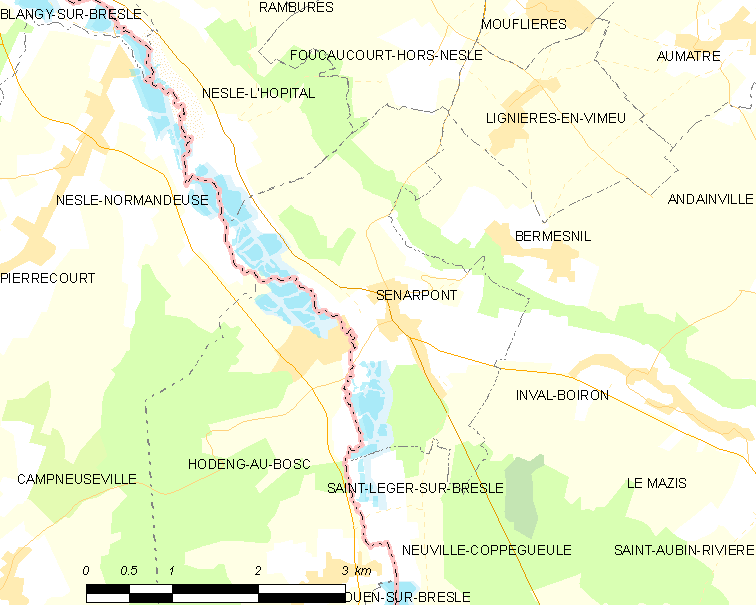
瑟纳尔蓬的OSM定位图

瑟纳尔蓬的时区为UTC+01:00、UTC+02:00（夏令时）。

## 行政
瑟纳尔蓬的邮政编码为80140，INSEE市镇编码为80732。

## 政治
瑟纳尔蓬所属的省级选区为皮卡第地区普瓦县。

## 人口

1962-2008年间瑟纳尔蓬人口变化图示

瑟纳尔蓬于2022年1月1日时的人口数量为629人。